# ياسو واتانابي
ياسو واتانابي (باليابانية: 渡辺 保夫) هو مصارع رياضي ياباني، ولد في 21 فبراير 1944.

## وصلات خارجية
- ياسو واتانابي على موقع قاعدة بيانات المصارعة الدولية (الإنجليزية)
- ياسو واتانابي على موقع أوليمبيديا (الإنجليزية)